# Euryglossula carnarvonensis
Euryglossula carnarvonensis är en biart som beskrevs av Exley 1968. Euryglossula carnarvonensis ingår i släktet Euryglossula och familjen korttungebin. Inga underarter finns listade i Catalogue of Life.

## Bildgalleri

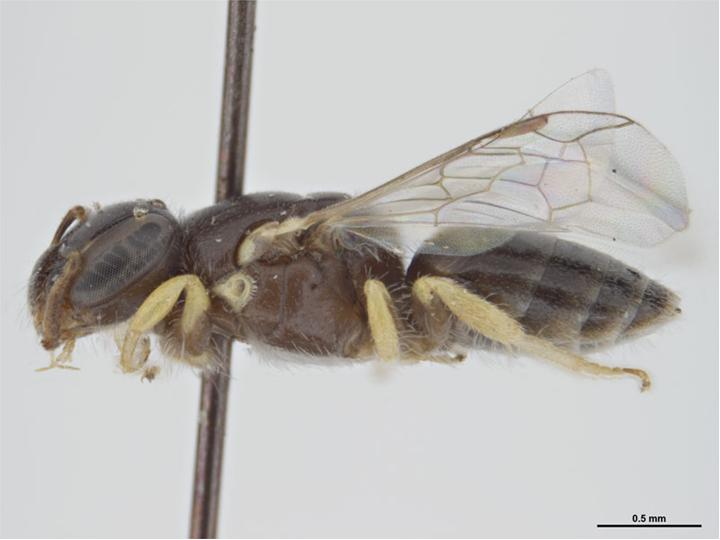
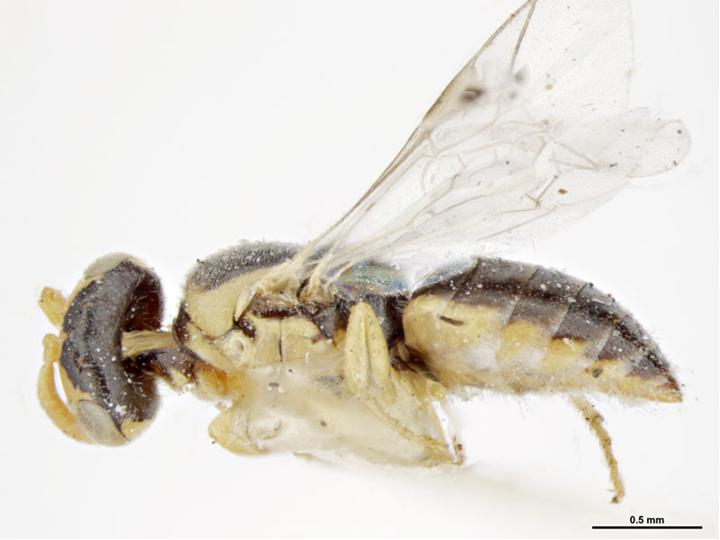